# Solaro (Italia)
Solaro (Soree in dialetto milanese, IPA: [suˈreː]) è un comune italiano di 14 137 abitanti della città metropolitana di Milano in Lombardia, ed è situato a 19 km chilometri a nord dal centro della città di Milano.

## Storia
Il regio decreto del 4 novembre 1809 decretò la soppressione del Comune di Solaro, annesso a quello di Ceriano. Tuttavia nel Regno Lombardo-Veneto gli austriaci ripristinarono prontamente l'autonomia comunale di Solaro. Quando Solaro entrò a far parte del Regno d'Italia, il Regio Decreto del 9 febbraio 1869 ripristinò, come in svariati altri casi, le disposizioni di quello del 1809, e Solaro si vide nuovamente privata della propria autonomia per essere annessa al Comune di Ceriano Laghetto. Le spinte separatiste rimasero comunque forti, e sfociarono il 20 luglio 1919 nel decreto che ristabilì definitivamente il Comune di Solaro.

### Stemma
Lo stemma e il gonfalone sono stati concessi con DPR del 6 ottobre 1972.
Lo stemma del comune di Solaro, diviso in due parti da una diagonale, evidenzia nella parte sinistra la storia del territorio e in quella destra richiama il suo nome. A sinistra si trova infatti, su sfondo rosso, un bisante d'argento ripreso dallo stemma della famiglia milanese dei Carcassola (spaccato: nel 1° d'argento, all'aquila di nero, coronata d'oro; nel 2° di rosso, alla banda d'argento, accompagnata da due bisanti dello stesso), feudataria di Seveso, di cui Solaro faceva parte, fino al 1538; nel campo sinistro a sfondo azzurro — colore che richiama l'antica appartenenza di Solaro alla parte guelfa — si trova invece un sole, in riferimento al nome di Solaro, anticamente Solarium.
Il gonfalone è un drappo trinciato di rosso e di azzurro.

## Monumenti e luoghi d'interesse

### Chiese

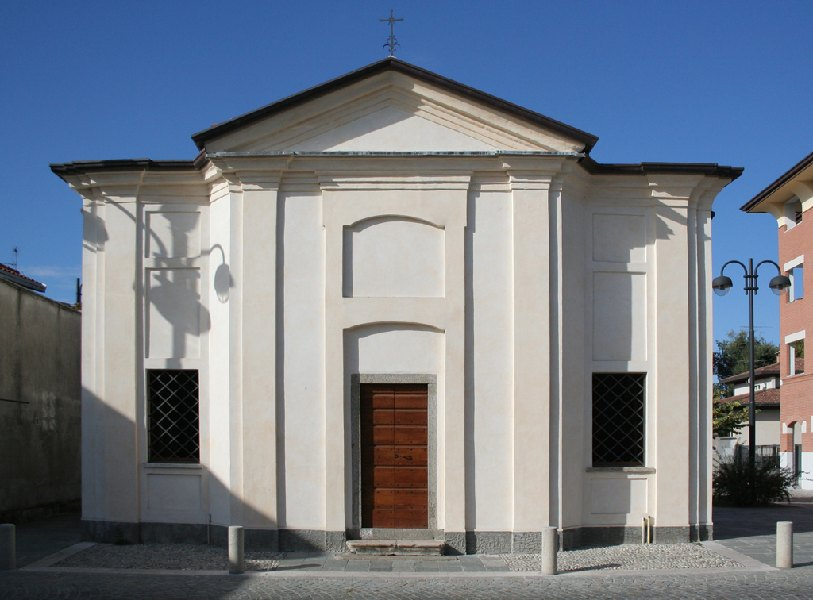
L'oratorio della Confraternita del Santissimo Sacramento

- Chiesa parrocchiale dei Santi Quirico e Giulitta
- Oratorio della Confraternita del Santissimo Sacramento, realizzata negli anni 1760 su progetto di Biagio Bellotti, che ne decorò anche l'interno con un affresco dell'Addolorata.
- Chiesa della Madonna di San Pietro
- Oratorio dei Santi Ambrogio e Caterina
- Cappella di Santa Maria dei Lavoratori

### Architetture civili
- Villa Borromeo D'Adda, commissionata nel 1854 dalla contessa Marie Leopoldine von Khevenhüller-Metsch, vedova del marchese Febo D'Adda. Realizzata su progetto degli ingegneri Giuseppe Righetti ed Ernesto Bianchi, dal 1988 la villa è di proprietà del comune di Solaro e ospita il municipio[9].
- Palazzo Biraghi, architettura trecentesca priva di ornamenti e legata al gusto romanico, riconoscibile per la facciata in muratura a vista[10].

## Società

### Evoluzione demografica
Abitanti censiti

### Etnie e minoranze straniere
Secondo i dati ISTAT al 31 dicembre 2010 la popolazione straniera residente era di 1 368 persone. Le nazionalità maggiormente rappresentate in base alla loro percentuale sul totale della popolazione residente erano la pakistana con 316 persone (2,22%) e la marocchina con 274 (1,93%).

## Infrastrutture e trasporti

### Strade
Solaro è servita dalla strada statale 527 Bustese che la collega con l'autostrada A9 a ovest e alla strada provinciale ex strada statale 35 dei Giovi a est.

### Ferrovie
La città è servita dalla stazione di Ceriano Laghetto-Solaro, sita nel comune di Ceriano Laghetto a poche centinaia di metri a nord del confine con Solaro, posta sulla ferrovia Saronno-Seregno.
A ovest la città è servita, tramite la Stazione di Saronno nell'omonimo paese confinante, con tratte che diramano nelle quattro province con cui Solaro confina: Como, Varese, Milano, Monza-Brianza.

## Amministrazione

### Elenco dei sindaci di Solaro
| Periodo         | Periodo         | Primo cittadino   | Partito                           | Carica            | Note   |
| --------------- | --------------- | ----------------- | --------------------------------- | ----------------- | ------ |
| 23 gennaio 1921 | 14 marzo 1925   | Giuseppe Colombo  |                                   | Sindaco           | [ 13 ] |
| 15 marzo 1925   | 2 aprile 1925   | Paolo Molinari    |                                   | Assessore anziano |        |
| 2 aprile 1925   | 13 luglio 1926  | Paolo Molinari    |                                   | Sindaco           |        |
| 13 luglio 1926  | maggio 1945     | Paolo Molinari    |                                   | Podestà           |        |
| 15 maggio 1945  | 14 aprile 1946  | Mario Basilico    | Democrazia Cristiana              | Sindaco           | [ 14 ] |
| 14 aprile 1946  | 10 giugno 1951  | Angelo Soldi      | Partito Socialista Italiano       | Sindaco           |        |
| 10 giugno 1951  | 1964            | Paolo Fusi        | Democrazia Cristiana              | Sindaco           |        |
| 1964            | 25 luglio 1975  | Francesco Caronno | Democrazia Cristiana              | Sindaco           |        |
| 25 luglio 1975  | 15 luglio 1980  | Giovanni Friso    | Partito Socialista Italiano       | Sindaco           |        |
| 15 luglio 1980  | 18 ottobre 1985 | Francesco Caronno | Democrazia Cristiana              | Sindaco           | [ 15 ] |
| 18 ottobre 1985 | 24 aprile 1995  | Walter Rolandi    | Democrazia Cristiana              | Sindaco           | [ 15 ] |
| 24 aprile 1995  | 14 giugno 2004  | Silverio Basilico | Lista civica "Insieme per Solaro" | Sindaco           | [ 15 ] |
| 14 giugno 2004  | 27 maggio 2014  | Renzo Moretti     | Lista civica "Insieme per Solaro" | Sindaco           | [ 15 ] |
| 27 maggio 2014  | 26 maggio 2019  | Diego Manenti     | Lista civica "Insieme per Solaro" | Sindaco           | [ 15 ] |
| 26 maggio 2019  | 9 giugno 2024   | Nilde Moretti     | Lista civica "Insieme per Solaro" | Sindaco           | [ 15 ] |
| 9 giugno 2024   | in carica       | Nilde Moretti     | Lista civica "Insieme per Solaro" | Sindaco           | [ 15 ] |